# Walendów
Walendów je vesnice v Polsku nacházející se ve Mazovském vojvodství, v okrese Pruszków, v gmině Nadarzyn.
V letech 1975-1998 vesnice administrativně patřila do Varšavského vojvodství.
Na území vesnice se nachází několik vodních nádrží (mj. Staw Oborowy, Staw Młyński).
Ve Walendówě od roku 1913 mají sestry z řádu Kongregace sester Matky Božího Milosrdenství svůj řádový dům , ve kterém provozují dům dětí a mládeže v současné době. V tomto řádovém domě v listopadu 1934 přebývala sv. Faustyna Kowalska, která zde odbývala osmidenní duševní obnovy před zahájením třetí probace. V březnu 1936 navštívila tento řádový dům znovu.